# Ануар Тугамі
Ануар Мохамед Тугамі (ісп. Anuar Mohamed Tuhami, араб. أنور محمد تهامي, нар. 15 січня 1995, Сеута) — іспанський і марокканський футболіст, півзахисник іспанського клубу «Вальядолід».

## Клубна кар'єра
Народився 15 січня 1995 року в іспанському ексклаві Сеута в родині марокканців. Вихованець футбольної школи клубу «Реал Вальядолід». У дорослому футболі дебютував 2012 року виступами за команду «Реал Вальядолід Б», а з 2015 року почав залучатися до складу головної команди клубу.
У січні 2020 року був відданий в оренду до грецького «Панатінаїкоса», а у вересні того ж року також на умовах оренди приєднався до кіпрського клубу АПОЕЛ.

## Виступи за збірну
Отримавши пропозицію на рівні національних команд захищати кольори історичної батьківщини, восени 2019 року дебютував в офіційних матчах у складі національної збірної Марокко.